# Oxydia gueneei
Oxydia gueneei là một loài bướm đêm trong họ Geometridae.